# Söderby och Norrvreta
Söderby och Norrvreta är en av SCB avgränsad och namnsatt småort i Norrtälje kommun, Stockholms län. den omfattar bebyggelse i Söderby och Norrvreta på sydvästra delen av ön Singö i Singö socken